# Deutsche Fußball-Amateurmeisterschaft 1989
Deutscher Fußball-Amateurmeister 1989 wurde Titelverteidiger Eintracht Trier. Im Finale im Trierer Moselstadion siegten die Gastgeber am 17. Juni 1989 gegen die SpVgg Bad Homburg mit 5:4 im Elfmeterschießen, nachdem es nach Ende der Verlängerung 1:1 stand.

## Teilnehmende Mannschaften
Die Meister der acht Oberliga-Staffeln sowie der Zweite der Oberliga Nord aus der Saison 1988/89 spielten in einer Aufstiegsrunde die vier Aufsteiger für die 2. Bundesliga aus. Sieben Vizemeister und der Dritte der Oberliga Nord nahmen am Wettbewerb um die deutsche Amateurmeisterschaft teil.
| Mannschaften | Mannschaften            | Ligen Saison 1988/89       |
|              | VfL Wolfsburg           | Oberliga Nord              |
|              | FC Hertha 03 Zehlendorf | Oberliga Berlin            |
|              | Arminia Bielefeld       | Oberliga Westfalen         |
|              | BVL 08 Remscheid        | Oberliga Nordrhein         |
|              | SpVgg Bad Homburg       | Oberliga Hessen            |
|              | Eintracht Trier         | Oberliga Südwest           |
|              | 1. FC Pforzheim         | Oberliga Baden-Württemberg |
|              | 1. FC Schweinfurt 05    | Bayernliga                 |

## 1. Runde
|                      | Gesamt |                         | Hinspiel | Rückspiel |
| -------------------- | ------ | ----------------------- | -------- | --------- |
| Arminia Bielefeld    | 3:6    | BVL 08 Remscheid        | 2:2      | 1:4       |
| Eintracht Trier      | 5:3    | FC Hertha 03 Zehlendorf | 3:1      | 2:2       |
| 1. FC Pforzheim      | 4:6    | SpVgg Bad Homburg       | 2:2      | 2:4 n. V. |
| 1. FC Schweinfurt 05 | 3:2    | VfL Wolfsburg           | 2:1      | 1:1       |

## Halbfinale
|                      | Gesamt |                  | Hinspiel | Rückspiel |
| -------------------- | ------ | ---------------- | -------- | --------- |
| 1. FC Schweinfurt 05 | 2:4    | Eintracht Trier  | 2:1      | 0:3       |
| SpVgg Bad Homburg    | 7:2    | BVL 08 Remscheid | 4:1      | 3:1       |

## Finale
| Eintracht Trier                                | Eintracht Trier | SpVgg Bad Homburg | SpVgg Bad Homburg |
| ---------------------------------------------- | --- | --- | ----------------- |
| Eintracht Trier                                | \| Samstag, 17. Juni 1989 in Trier (Moselstadion) \| \| Ergebnis: 1:1 n. V. (0:0), 5:4 i. E. \| \| Zuschauer: 5.500 \| \| Schiedsrichter: Wolf-Günter Wiesel (Ottbergen) \|                                                               | \| Samstag, 17. Juni 1989 in Trier (Moselstadion) \| \| Ergebnis: 1:1 n. V. (0:0), 5:4 i. E. \| \| Zuschauer: 5.500 \| \| Schiedsrichter: Wolf-Günter Wiesel (Ottbergen) \|                                                           | SpVgg Bad Homburg |
| Eintracht Trier                                | Jürgen Roth-Lebenstedt – Patrick Schmidt – Elmar Klodt, Alfons Jochem (84. Raach) – Rudi Thömmes, Ludwig Dahler (95. Harald Thömmes), Jörg Lauer, Karl Dubois, Eckard Schüßler – Christoph Mees, Edgar Schmitt Cheftrainer: August Basten | Volker Eid – Manfred Kling – Holger Dahl, Thomas Esche – Hans-Peter Boy, Wolfgang April, Uwe Glasner, Axel Fischer, Dieter Krapp (96. Erik Knecht) – Peter Fischer (81. Stefan Kranz), Michael Krätzer Cheftrainer: Herbert Dörenberg | SpVgg Bad Homburg |
| Eintracht Trier                                | 1:0 Eckard Schüßler (94.) | 1:1 Holger Dahl (99.) | SpVgg Bad Homburg |
| Eintracht Trier                                | Elfmeterschießen | | SpVgg Bad Homburg |
| Eintracht Trier                                | 1:0 Harald Thömmes Eckard Schüßler verschießt 2:2 Jörg Lauer 3:3 P. Schmidt 4:3 Edgar Schmitt 5:4 Jürgen Roth-Lebenstedt | 1:1 Axel Fischer 1:2 Uwe Glasner 2:3 Michael Krätzer Hans-Peter Boy verschießt (Roth-Lebenstedt hält) 4:4 Wolfgang April Manfred Kling verschießt (Roth-Lebenstedt hält)                                                              | SpVgg Bad Homburg |
| Eintracht Trier                                | Zeitstrafe (10min): Klodt (67.) | | SpVgg Bad Homburg |
| Samstag, 17. Juni 1989 in Trier (Moselstadion) | | |                   |
| Ergebnis: 1:1 n. V. (0:0), 5:4 i. E.           | | |                   |
| Zuschauer: 5.500                               | | |                   |
| Schiedsrichter: Wolf-Günter Wiesel (Ottbergen) | | |                   |